# Kostel svaté Anny (Horní Pelhřimov)
Římskokatolický kostel svaté Anny v Horním Pelhřimově u Chebu byl jednolodní, původně poutní kostel. Vznikl přestavbou kaple v roce 1691, a byl zničen v roce 1967 po vysídlení obce.

## Historie
Na místě kostela svaté Anny byla nejprve v roce 1518 postavena kaple Kalvárie, která byla několikrát upravována. V roce 1561 byla vyzdobena a v roce 1684 k ní byla přistavěna věž. Teprve v roce 1691 se z ní stal po dalších úpravách kostel. V roce 1781 byla přistavěna fara. Cestu ke kostelu lemovaly kapličky křížové cesty.

## Stavební podoba

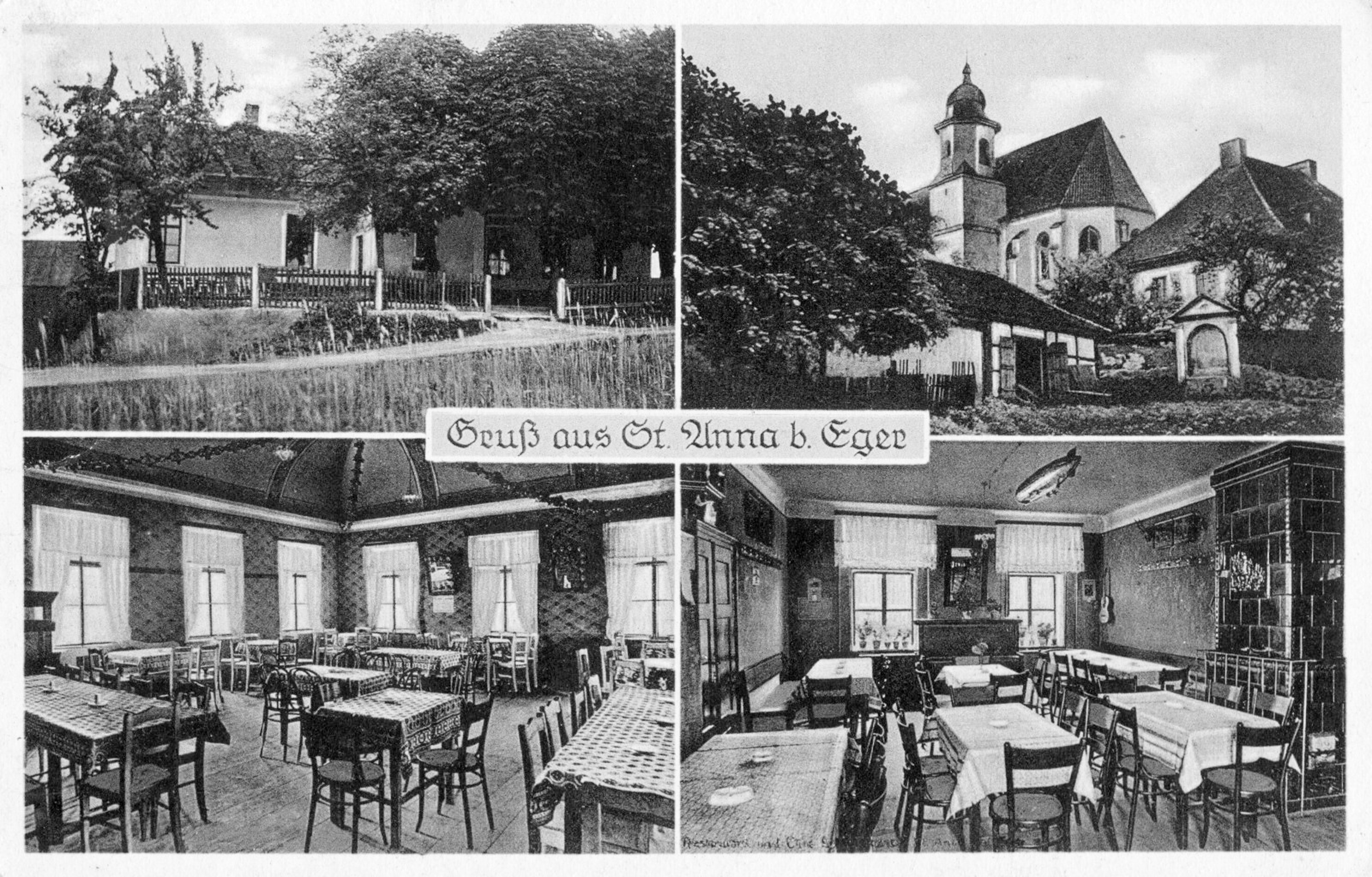
Dobová pojlednice z Horního Pelhřimova s vyobrazením kostela a restaurace

Jednalo se o jednolodní stavbu s polygonálně uzavřeným presbytářem a věží na jižní straně kostela. Spodní část věže měla čtvercová půdorys, horní část osmiúhelníkový. Věž kryla cibulová báň z roku 1787. V interiéru se nacházelo kvalitní vybavení, gotická socha Panny Marie, před vítězným obloukem byla zavěšená pozdně gotická socha Panny Marie v růženci.

### 20. století
Počátkem 20. století žilo v rozlehlém Horním Pelhřimově 150 obyvatel. V blízkosti se nacházel zámeček, který později sloužil jako restaurace, a v roce 1909 byla na Zelené hoře postavena rozhledna. Původně se měla jmenovat Nová rozhledna, na podnět místních německých nacionalistů byla nakonec pojmenována po Otto von Bismarckovi.
Místo se tak stalo turistickým lákadlem nejen pro obyvatele blízkého Chebu. U kostela byl zřízen hřbitov, a v blízkosti byla postavena škola.
V roce 1939 byla oblast vysídlena. Stalo se z ní vojenské cvičiště. Během druhé světové války byl kostel mírně poškozen. Po skončení války, a odsunu německého obyvatelstva nebyla obec již dosídlena. Z celé oblasti se stalo hraniční pásmo. Kostel dlouho chátral, spolu s ostatními objekty, které přežily válku. Obec oficiálně zanikla až roku 1960. V roce 1967 je kostel i přilehlé objekty zbořeny. Z kostela se dochovaly pouze zbytky obvodového zdiva.

## Současnost

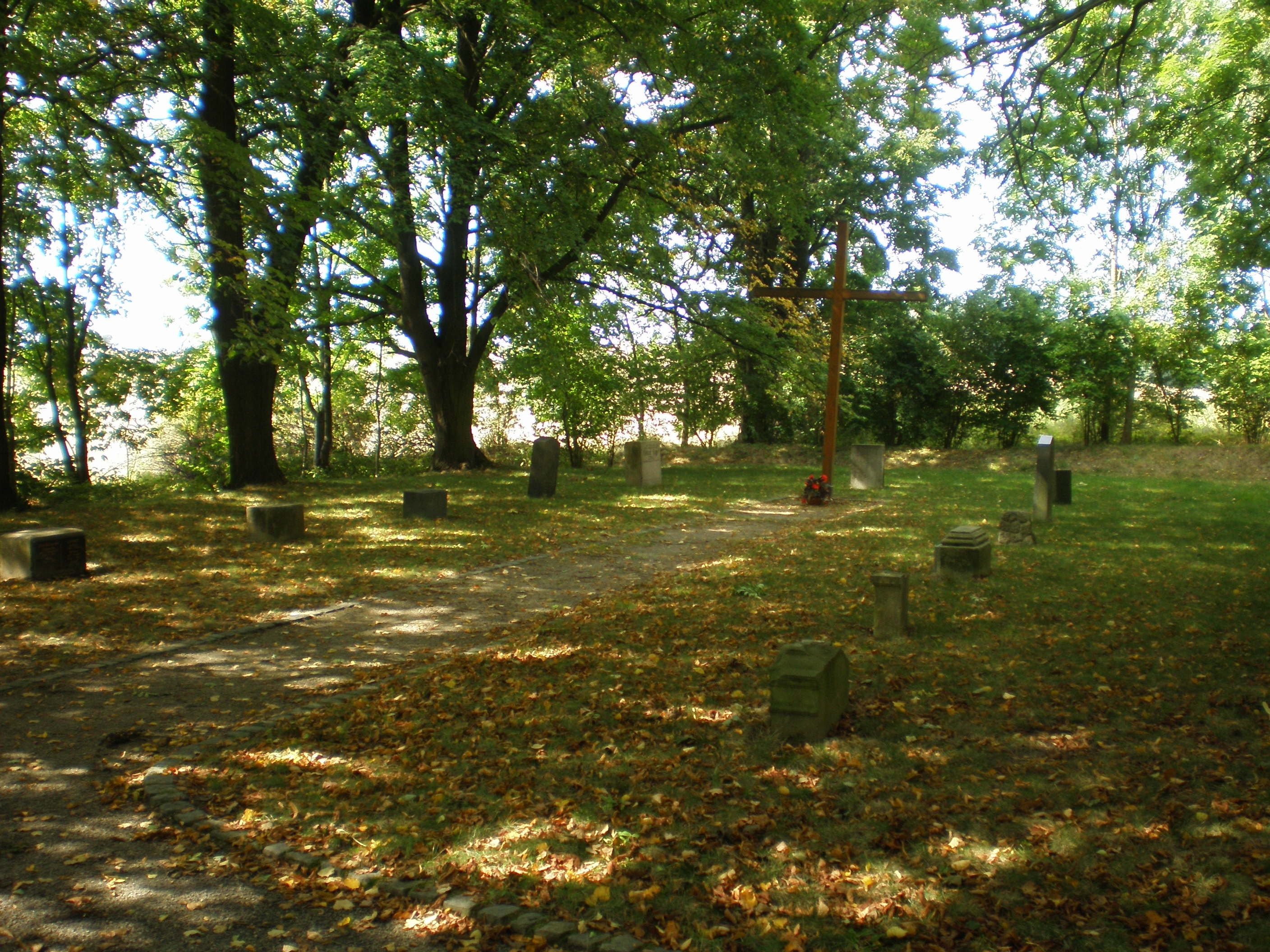
Pietní místo v prostoru bývalého hřbitova

Po pádu komunismu v roce 1989 a po zrušení hraničního pásma byl opět obnoven turistický ruch do této oblasti. Přišlo nečekané překvapení v podobě nalezení Bismarckovy rozhledny, na jejíž existenci se patrně zapomnělo. Kostel svaté Anny leží na trase vedoucí k této rozhledně. V roce 1992 zde bylo z bývalého hřbitova upraveno pietní místo, kam byly umístěny zachovalé náhrobní kameny a postaven mohutný dřevěný kříž. V těsné blízkosti na druhé straně silnice stojí část památníku obětem první světové války, a kousek od něj se nachází místo, kde stál původní kostel. Na původním místě se nacházejí jen malé části zřícené stavby, z většiny kostela už zůstala je zarostlá vyvýšenina tvořená hromadou suti.
V roce 2019 byla před ruinami kostela za podpory Nadačního fondu Historický Cheb a Spolku pro ochranu památek Chebska Maria Loreto instalována nová informační tabule s česko-německým textem o historii místa. 
V roce 2020 započaly snahy o založení Lesní školky Sv. Anna v severozápadní části pozemku kolem bývalého kostela.
Na území někdejšího Horního Pelhřimova se dnes rozrůstá vesnice Pelhřimov, která je místní částí města Chebu.